# Messina
Messina je grad u Italiji, treći po veličini grad na Siciliji i glavni grad istoimene pokrajine na jugu Italije. Leži u blizini istoimenog Mesinskog tjesnaca, koji Siciliju odvaja od ostatka talijanskog kopna.
Catania se nalazi 90-ak km južnije, a 230 km zapadno je glavni grad regije Palermo. Vulkan Etna udaljen je 70-ak km jugozapadno od grada. U Messini živi 243,252 stanovnika (2009.), na površini od 211,2 km². Gospodarstvom grada dominira industrija, a stanovnici Messine rade u luci, brodogradilištima, prehramebenoj industriji, industriji prerade metala, te kemijskoj industriji. 
Grad su osnovali grčki kolonizatori u 8. stoljeću pr. Kr., a izvorni naziv je bio Zancle, što na grčkom znači srp (prema obliku prirodne luke). 